# Llista dels sostres comarcals de Catalunya

## Alt Pirineu i Aran
Les sis comarques que constitueixen l'Alt Pirineu i Aran, presenten sis cims comarcals diferents; d'aquests sis cims, tres superen els 3.000 m.s.n.m, i els tres restants superen els 2.700 m.s.n.m. Les comarques d'aquesta regió es caracteritzen pels relleus pirinencs que guanyen alçada conforme ens aproximem cap al nord. El pic més elevat de la zona i també de Catalunya és la Pica d'Estats, al Pallars Sobirà. La majoria de sostres comarcals de la zona es troben en zones naturals protegides, com ara el Parc Nacional d'Aigüestortes i Estany de Sant Maurici, on es troba el Pic de Comaloforno, el Parc Natural de l'Alt Pirineu o hi ha la Pica d'Estats o el Pic de Salòria. La resta de pics es troben en zones protegides menors de la Val d'Aran, la Cerdanya i el Pallars.
| Nom del cim        | Comarca           | Altitud  | Serralada | Descripció | Coordenades                                                   | Imatge |
| ------------------ | ----------------- | -------- | --------- | --- | ------------------------------------------------------------- | ------ |
| Pica d'Estats      | el Pallars Sobirà | 3.143,5  | Pirineu   | La Pica d'Estats està situada al Pallars Sobirà. La seva alçada el fa el pic més elevat de Catalunya. La seva carena marca la frontera entre Catalunya i Occitània així com entre França i Espanya. | 42° 40′ 01.02″ N, 01° 23′ 52.42″ E / 42.6669500°N,1.3978944°E |        |
| Pic de Comaloforno | l'Alta Ribagorça  | 3.029,2  | Pirineu   | El Comaloforno es troba en la cresta del Massís del Besiberri, en el tram que separa l'occidental Vall de Besiberri i l'oriental Capçalera de Caldes. També és l'extrem nord-occidental del Massís de Comalestorres. Està situat al sud del Besiberri Sud, al nord de la Punta de Passet i a l'oest del Portell de Comaloforno.                        | 42° 35′ 28.89″ N, 0° 49′ 40.12″ E / 42.5913583°N,0.8278111°E  |        |
| Tuc de Molières    | Era Val d'Aran    | 3.010,1  | Pirineu   | El Pic de Molières o Pic de Mulleres està situat al mig del cordal granític pirenaic, a les capçaleres de la Vall de l'Escaleta (Alt Éssera) cap a l'oest i de la Vall de Barravés (Ribagorça), cap a l'est. El vessant oest és tot ell una llarga tartera de blocs amb sis petits estanys d'origen glacial.                                           | 42° 37′ 46.09″ N, 0° 41′ 54.84″ E / 42.6294694°N,0.6985667°E  |        |
| Pic de Peguera     | el Pallars Jussà  | 2.982,7  | Pirineu   | El Pic de Peguera és una muntanya enclavada al Parc Nacional d'Aigüestortes i Estany de Sant Maurici entre les comarques del Pallars Sobirà i el Pallars Jussà. Està situat entre la capçalera de la Vall Fosca i les valls de Monestero i Peguera. Forma part del circ de muntanyes de quasi tres mil metres d'altitud de la capçalera del Flamisell. | 42° 32′ 25.86″ N, 1° 0′ 43.10″ E / 42.5405167°N,1.0119722°E   |        |
| Puigpedrós         | la Baixa Cerdanya | 2.915,01 | Pirineu   | El Puigpedrós o Puig de Campcardós és la muntanya més alta de la Baixa Cerdanya, i el segon cim més alt de tota la Cerdanya després del Carlit. Està situat entre els municipis de Ger, Guils de Cerdanya i Meranges, a la comarca de la Cerdanya i la comuna de Porta, a l'Alta Cerdanya, de la Catalunya del Nord.                                   | 42° 29′ 12.8″ N, 1° 45′ 45.4″ E / 42.486889°N,1.762611°E      |        |
| Pic de Salòria     | l'Alt Urgell      | 2.789,0  | Pirineu   | El Pic o Bony de Salòria forma part del Parc Natural de l'Alt Pirineu. El nucli de població més proper és Os de Civís. El Salòria domina les valls d'Os de Civís i de Conflent i és el punt culminant de la carena que delimita la part nord de l'Alt Urgell amb el Pallars Sobirà.                                                                    | 42° 30′ 52.01″ N, 1° 23′ 6.472″ E / 42.5144472°N,1.38513111°E |        |

## Comarques gironines
Les set comarques gironines presenten set pics diferents com a sostres comarcals. Aquests cims formen part de diferents massissos o serralades: la Cerdanya, el Ripollès, la Garrotxa i l'Alt Empordà tenen el seu sostre al Pirineu, mentre que la Selva, el Gironès, el Pla de l'Estany i el Baix Empordà els tenen al Montseny, la Serralada litoral catalana, la Serra de Portelles i el Massís de les Gavarres respectivament. El sostre més elevat és el Puigpedrós (2915 msnm) i el més baix el Puig d'Aiguabona (533,1 msnm).
| Nom del cim       | Comarca            | Altitud | Serralada              | Descripció | Coordenades                                                   | Imatge |
| ----------------- | ------------------ | ------- | ---------------------- | --- | ------------------------------------------------------------- | ------ |
| Puigmal           | El Ripollès        | 2.909,8 | Pirineu                | El Puigmal és una muntanya del Pirineu Oriental situada entre les comarques de l'Alta Cerdanya i el Ripollès. És la muntanya més alta, juntament amb el Carlit, del Pirineu Oriental. Forma part d'un massís més o menys aïllat que forma part de la sub-conca del riu d'Aravói del circ glacial on s'origina el riu Tet.                                                                                        | 42° 22′ 59.92″ N, 2° 7′ 0.20″ E / 42.3833111°N,2.1167222°E    |        |
| Les Agudes        | la Selva           | 1.705,5 | Montseny               | Les Agudes són una muntanya de 1.705 metres que forma part del massís del Montseny. És a cavall dels municipis d'Arbúcies, a la comarca de la Selva, i de Fogars de Montclús i de Montseny, a la comarca del Vallès Oriental. | 41° 47′ 22.03″ N, 2° 26′ 38.09″ E / 41.7894528°N,2.4439139°E  |        |
| Comanegra         | la Garrotxa        | 1.557,4 | Pirineu                | El Comanegra és una muntanya de 1.557,4 metres que es troba entre els municipis de Montagut i Oix, a la comarca de la Garrotxa, el de la Menera a la del Vallespir i el de Camprodon al Ripollès. Al cim hi ha un vèrtex geodèsic. El Comanegra és el punt més meridional de la França continental. | 42° 20′ 0.132″ N, 2° 31′ 35.42″ E / 42.33337000°N,2.5265056°E |        |
| Roc del Comptador | l'Alt Empordà      | 1.451,0 | Pirineu-Les Salines    | El Roc del Comptador és un pic a cavall del terme municipal de Maçanet de Cabrenys, a la comarca de l'Alt Empordà i del terme comunal de Ceret, a la del Vallespir. Està situat[1] a prop de l'extrem sud-occidental del terme de Ceret, prop del límit anb el terme comunal de Reiners, i a l'extrem nord del terme municipal de Maçanet de Cabrenys. Queda a llevant del Roc de Fraussa i a ponent del Moixer. | 42° 25′ 20.92″ N, 2° 43′ 49.44″ E / 42.4224778°N,2.7304000°E  |        |
| Puigsou           | El Gironès         | 991,3   | Serralada Transversal  | El Puigsou, conegut també com a Rocacorba, és una muntanya de 991 msnm al municipi de Canet d'Adri, a la comarca del Gironès. Al cim hi ha un vèrtex geodèsic. El santuari de la Mare de Déu de Rocacorba és en un penyal del Puigsou, a 929 metres d'altitud. | 42° 4′ 20.93″ N, 2° 41′ 10.00″ E / 42.0724806°N,2.6861111°E   |        |
| Comaestremer      | El Pla de l'Estany | 885,8   | Serra de Portelles     | El Comaestremer és una muntanya de 885,8 metres que es troba entre els municipis de Canet d'Adri, a la comarca del Gironès i de Sant Miquel de Campmajor, a la comarca del Pla de l'Estany. | 42° 4′ 59.7″ N, 2° 40′ 56.6″ E / 42.083250°N,2.682389°E       |        |
| Puig d'Aiguabona  | El Baix Empordà    | 533,1   | Massís de les Gavarres | El Puig d'Aiguabona és una muntanya de 533,1 metres al massís de les Gavarres, que es troba al municipi de Cruïlles, Monells i Sant Sadurní de l'Heura, a la comarca del Baix Empordà. | 41° 53′ 14.4″ N, 2° 59′ 25.4″ E / 41.887333°N,2.990389°E      |        |

## Comarques centrals
| Nom del cim               | Comarca     | Altitud  | Serralada            | Descripció | Coordenades                                                   | Imatge |
| ------------------------- | ----------- | -------- | -------------------- | --- | ------------------------------------------------------------- | ------ |
| Pic de Costa Cabirolera   | El Berguedà | 2.604,4  | Serra del Cadí       | El Pic de Costa Cabirolera és un cim de la Serra del Cadí, al Prepirineu català. És el cim més alt del Berguedà i de la província de Barcelona amb 2.604 metres d'altitud. | 42° 16′ 53.19″ N, 1° 40′ 13.51″ E / 42.2814417°N,1.6704194°E  |        |
| Pedró dels Quatre Batlles | El Solsonès | 2.383,0  | Port del Comte       | El Pedró dels Quatre Batlles és el cim de major altitud del Port del Comte i, per tant, del Solsonès. Per bé que l'altitud que se li sol assignar de manera generalitzada és la de 2.383 m. en l'edició digital del mapa de Catalunya de l'Institut Cartogràfic de Catalunya se li assigna una altitud de 2.384,5 m. | 42° 11′ 5.009″ N, 1° 31′ 15.22″ E / 42.18472472°N,1.5208944°E |        |
| Matagalls                 | Osona       | 1.697,22 | Massís del Montseny  | El Matagalls és una muntanya de 1.698 metres del Massís del Montseny que es troba entre els municipis del Brull i Viladrau a Osona, i el del Montseny al Vallès Oriental. Al cim s'hi pot trobar un vèrtex geodèsic (referència 294106001), juntament amb una creu de dimensions considerables, dedicada a Mossèn Cinto Verdaguer. | 41° 48′ 31.66″ N, 2° 22′ 57.86″ E / 41.8087944°N,2.3827389°E  |        |
| Sant Jeroni               | L'Anoia     | 1.235,6  | Montserrat           | Sant Jeroni és el cim culminant de la muntanya de Montserrat, amb una alçada de 1.236 metres. El cim de Sant Jeroni és a la confluència dels límits dels termes municipals del Bruc a l'Anoia, de Marganell al Bages i de Collbató, al Baix Llobregat. Prop del cim hi havia una ermita (després reconvertida en restaurant), una capella (encara dempeus) i l'estació superior del Funicular Aeri de Sant Jeroni, avui tancat, al Mirador del Moro. | 41° 36′ 19.24″ N, 1° 48′ 40.77″ E / 41.6053444°N,1.8113250°E  |        |
| Sant Jeroni               | El Bages    | 1.235,6  | Montserrat           | Explicació a l'anterior apartat | 41° 36′ 19.24″ N, 1° 48′ 40.77″ E / 41.6053444°N,1.8113250°E  |        |
| Puigdon                   | El Lluçanès | 1.206,9  | Serra de Sovelles    | El Puigdon és una muntanya de 1.207 metres que es troba al límit nord del terme municipal d'Alpens | 42° 08′ 35.2″ N, 2° 5′ 34.48″ E / 42.143111°N,2.0929111°E     |        |
| Serrat de Sant Joan       | El Moianès  | 1.069    | Serralada Prelitoral | El Serrat de Sant Joan és una muntanya de 1065 metres d'altitud del terme municipal de Moià, a la comarca del Moianès. És a prop del Puig Rodó, muntanya que sovint es té per la més alta del Moianès | 41° 50′ 44.16″ N, 2° 8′ 44.19″ E / 41.8456000°N,2.1456083°E   |        |

## Ponent
| Nom del cim             | Comarca         | Altitud | Serralada         | Descripció | Coordenades                                                  | Imatge |
| ----------------------- | --------------- | ------- | ----------------- | --- | ------------------------------------------------------------ | ------ |
| Tossal de les Torretes  | La Noguera      | 1.676,4 | Montsec de Rúbies | El Tossal de les Torretes és una muntanya de 1.676 metres que es troba entre els municipis de Vilanova de Meià, a la comarca de la Noguera i de Llimiana, a la comarca del Pallars Jussà. Al cim s'hi pot trobar un vèrtex geodèsic. | 42° 1′ 19.15″ N, 0° 56′ 18.03″ E / 42.0219861°N,0.9383417°E  |        |
| Punta del Curull        | Les Garrigues   | 1.021,9 | Serra de la Llena | La Punta del Curull és una muntanya de 1.022 metres situada a la serra de la Llena, entre el municipi de Vilanova de Prades a la Conca de Barberà i el municipi d'El Vilosell a les Garrigues. | 41° 21′ 18.91″ N, 0° 57′ 51.73″ E / 41.3552528°N,0.9643694°E |        |
| Turó del Galutxo        | La Segarra      | 851,5   | Depressió central | El Turó del Galutxo és una muntanya de 852 metres que es troba al municipi de Talavera, a la comarca de la Segarra. És el punt més alt de la comarca de la Segarra, situat a la serra de Montfred. Es troba entre el pobles de Montfred (Talavera) i Montargull (Llorac), enmig del parc eòlic de Montargull. La serra separa les conques de l'Ondara, que neix just a sota, i del Gaia. | 41° 33′ 18.45″ N, 1° 22′ 51.13″ E / 41.5551250°N,1.3808694°E |        |
| Tossal Gros de Vallbona | L'Urgell        | 802,9   | Depressió central | El Tossal Gros de Vallbona és una muntanya de 803 metres que es troba entre els municipis de l'Espluga de Francolí a la Conca de Barberà i de Vallbona de les Monges, a la comarca de l'Urgell. Al cim podem trobar-hi un vèrtex geodèsic. | 41° 28′ 7.841″ N, 1° 6′ 46.22″ E / 41.46884472°N,1.1128389°E |        |
| Puntal dels Escambrons  | El Segrià       | 500,0   | Depressió central | El Puntal dels Escambrons és una muntanya de 500 metres situada entre els municipis d'Almatret al Segrià i Riba-roja d'Ebre a la Ribera d'Ebre. És el cim més alt de la comarca del Segrià. | 41° 16′ 33.81″ N, 0° 25′ 57.56″ E / 41.2760583°N,0.4326556°E |        |
| Tossal de l'Infern      | El Pla d'Urgell | 301,4   | Depressió central | El Tossal de l'Infern és una muntanya de 301 metres situada entre al municipi de Torregrossa al Pla d'Urgell, d'on n'és el punt més alt. | 41° 35′ 39.96″ N, 0° 52′ 11.67″ E / 41.5944333°N,0.8699083°E |        |

## Àmbit Metropolità
| Nom del cim          | Comarca              | Altitud  | Serralada            | Descripció | Coordenades                                                   | Imatge |
| -------------------- | -------------------- | -------- | -------------------- | --- | ------------------------------------------------------------- | ------ |
| Turó de l'Home       | el Vallès Oriental   | 1.705,78 | Montseny             | El Turó de l'Home és la muntanya més alta del massís del Montseny amb una altitud de 1.705 m., cosa que el situa per sobre dels altres dos cims més representatius del massís, les Agudes (1.705 m) i el Matagalls (1.697 m). El cim i les muntanyes properes fan de divisòria d'aigües entre la riera de Santa Fe i el naixement de la Tordera. La muntanya és famosa per l'obervatori meteorològic que alberga d'ençà l'any 1932. | 41° 46′ 21.1″ N, 02° 26′ 15″ E / 41.772528°N,2.43750°E        |        |
| l'Albarda Castellana | el Baix Llobregat    | 1.177    | Montserrat           | | 41° 36′ 3.288″ N, 1° 48′ 48.91″ E / 41.60091333°N,1.8135861°E |        |
| la Mola              | el Vallès Occidental | 1.103,25 | Serralada Prelitoral | La Mola és el punt culminant del massís de Sant Llorenç de Munt i del Vallès Occidental amb els seus 1.101,9 m d'altitud.[1] Al cim s'hi troba el Monestir romànic de Sant Llorenç de Munt. Està situat dins la Serralada Prelitoral entre la riera de les Arenes i el riu Ripoll, dintre del terme municipal de Matadepera i del Parc Natural de Sant Llorenç del Munt i l'Obac.                                                   | 41° 38′ 28.64″ N, 2° 1′ 4.50″ E / 41.6412889°N,2.0179167°E    |        |
| Puig de les Agulles  | L'Alt Penedès        | 841,5    | Serralada prelitoral | El Puig de les Agulles és una muntanya de 841 metres que es troba al municipi de Pontons, a la comarca de l'Alt Penedès. | 41° 26′ 09.7″ N, 01° 31′ 24.1″ E / 41.436028°N,1.523361°E     |        |
| Turó d'en Vives      | el Maresme           | 765,8    | Massís del Montnegre | El Turó d'en Vives és una muntanya de 765 metres que es troba entre els municipis de Sant Iscle de Vallalta, a la comarca del Maresme i de Sant Celoni, a la comarca del Vallès Oriental. | 41° 39′ 33.2″ N, 2° 33′ 18.7″ E / 41.659222°N,2.555194°E      |        |
| Puig de la Mola      | el Garraf            | 533,8    | Massís del Garraf    | El Puig de la Mola és una muntanya de 534 metres que es troba al massís del Garraf, entre els municipis d'Olivella (Garraf), Begues (Baix Llobregat), Avinyonet del Penedès (Alt Penedès) i Olesa de Bonesvalls (Alt Penedès) Al cim podem trobar-hi un vèrtex geodèsic. | 41° 19′ 9.564″ N, 1° 50′ 52.48″ E / 41.31932333°N,1.8479111°E |        |
| Tibidabo             | El Barcelonès        | 516,2    | Serra de Collserola  | El Tibidabo és una muntanya de la serra de Collserola, amb el cim més alt de 516,2 m d'altitud, situada a l'oest del municipi de Barcelona, al barri de Vallvidrera, Tibidabo i les Planes (Sarrià - Sant Gervasi). En el mateix cim hi ha un parc d'atraccions i el Temple Expiatori del Sagrat Cor. | 41° 25′ 21″ N, 2° 07′ 07″ E / 41.42250°N,2.11861°E            |        |

## Terres de l'Ebre
| Nom del cim           | Comarca          | Altitud | Serralada               | Descripció | Coordenades                                                   | Imatge |
| --------------------- | ---------------- | ------- | ----------------------- | --- | ------------------------------------------------------------- | ------ |
| Caro                  | El Baix Ebre     | 1.440,6 | Ports de Tortosa-Beseit | El Caro, Montcaro o Mont Caro és un cim del massís dels Ports de Tortosa-Beseit. Situat al Baix Ebre, al municipi de Roquetes, dins del Parc Natural dels Ports, és el punt més alt del massís on es troba i alhora el més alt de les comarques tarragonines. És vèrtex geodèsic, número 245154001. | 40° 48′ 11.18″ N, 0° 20′ 35.13″ E / 40.8031056°N,0.3430917°E  |        |
| Tossal dels Tres Reis | El Montsià       | 1.350,3 | Ports de Tortosa-Beseit | El Tossal del Rei o popularment el Tossal dels Tres Reis és una muntanya situada a la part meridional del Massís dels Ports, on conflueixen les actuals demarcacions administratives de Catalunya, País Valencià i Aragó. És el punt més occidental de Catalunya.                                   | 40° 43′ 56.06″ N, 0° 10′ 9.74″ E / 40.7322389°N,0.1693722°E   |        |
| Tosseta Rasa          | La Terra Alta    | 1.216,7 | Ports de Tortosa-Beseit | La Tosseta Rasa és una muntanya que es troba entre els municipis d'Alfara de Carles a la Baix Ebre i de l'Horta de Sant Joan, a la comarca de la Terra Alta. | 40° 50′ 42.03″ N, 0° 19′ 38.75″ E / 40.8450083°N,0.3274306°E  |        |
| La Creu de Santos     | La Ribera d'Ebre | 941,9   | Serra de Cardó          | La Creu de Santos o Xàquera una muntanya que es troba entre els municipis de Benifallet i Tivenys al Baix Ebre, i Rasquera a la Ribera d'Ebre. | 40° 56′ 25.88″ N, 0° 35′ 9.769″ E / 40.9405222°N,0.58604694°E |        |

## Camp de Tarragona
| Nom del cim            | Comarca             | Altitud | Serralada            | Descripció | Coordenades                                                   | Imatge |
| ---------------------- | ------------------- | ------- | -------------------- | --- | ------------------------------------------------------------- | ------ |
| Tossal de la Baltasana | El Baix Camp        | 1.201,9 | Muntanyes de Prades  | El Tossal de la Baltasana és un turó que es troba a les muntanyes de Prades, a cavall entre la Conca de Barberà i el Baix Camp, entre Vimbodí i Poblet i Prades, a uns 2 km en línia recta d'aquesta darrera població. És vèrtex geodèsic (número 261129001) i, amb els seus 1.201,9 metres sobre el nivell del mar, és el punt més alt d'aquestes muntanyes. | 41° 19′ 33.58″ N, 1° 0′ 15.05″ E / 41.3259944°N,1.0041806°E   |        |
| Tossal de la Baltasana | La Conca de Barberà | 1.201,9 | Muntanyes de Prades  | Explicació en el punt anterior | 41° 19′ 33.58″ N, 1° 0′ 15.05″ E / 41.3259944°N,1.0041806°E   |        |
| Roca Corbatera         | El Priorat          | 1.162,8 | Serra de Montsant    | La Roca Corbatera és una muntanya de 1.162 metres que es troba al municipi de la Morera de Montsant, a la comarca del Priorat. Al cim hi ha un vèrtex geodèsic. | 41° 17′ 18.84″ N, 0° 53′ 28.47″ E / 41.2885667°N,0.8912417°E  |        |
| Roca de Migdia         | L'Alt Camp          | 1.021,6 | Muntanyes de Prades  | La Roca de Migdia és una muntanya de 1.022 metres que es troba al municipi de Mont-ral, a la comarca de l'Alt Camp. | 41° 17′ 33.11″ N, 1° 3′ 41.44″ E / 41.2925306°N,1.0615111°E   |        |
| Puig de la Talaia      | El Baix Penedès     | 861,3   | Serra del Montmell   | El Puig de la Talaia és una muntanya de 861 metres que es troba al municipi del Montmell, a la comarca del Baix Penedès. Al cim podem trobar-hi un vèrtex geodèsic. | 41° 20′ 13.66″ N, 1° 28′ 17.75″ E / 41.3371278°N,1.4715972°E  |        |
| La Mola                | El Tarragonès       | 316,6   | Serralada Prelitoral | La Mola és una muntanya de 317 metres situada entre el municipi de Bonastre al Baix Penedès i els de Creixell i la Pobla de Montornès al Tarragonès. És el cim més alt de la comarca del Tarragonès, i al cim podem trobar-hi un vèrtex geodèsic. | 41° 12′ 41.84″ N, 1° 25′ 2.354″ E / 41.2116222°N,1.41732056°E |        |